# David Jude Jolicoeur
David Jude Jolicoeur (művésznevén Trugoy vagy Dave) (New York, Brooklyn, 1968. szeptember 21. – 2023. február 12.) amerikai rapper, producer, a De La Soul hiphoptrió tagja.
Jolicoeur két iskolatársával, Vincent Masonnel és Kelvin Mercerrel alapított rappergyüttest. Ekkor vette fel a Trugoy the Dove művésznevet. Az együttes korai időszakában afrikai medálokat, békejeleket és rasztahajat viselt – ez, valamint első albumuk, a 3 Feet High and Rising pozitív üzenetei vezettek oda, hogy újságírók „a hiphop hippijeinek” nevezték őket.
Jolicoeur egyben a Spitkicker tagja is volt.

## Fordítás
- Ez a szócikk részben vagy egészben a David Jude Jolicoeur című angol Wikipédia-szócikk ezen változatának fordításán alapul.  Az eredeti cikk szerkesztőit annak laptörténete sorolja fel. Ez a jelzés csupán a megfogalmazás eredetét és a szerzői jogokat jelzi, nem szolgál a cikkben szereplő információk forrásmegjelöléseként.